# Autodesk SketchBook Pro
Sketchbook Pro（スケッチブック プロ）およびSketchbook（スケッチブック）は、Sketchbook社（Sketchbook, Inc）によるスケッチ・ドローイング用ペイントソフトである。
かつてはAlias Systems Corporationの製品であり、2005年にオートデスク社により買収され、Autodesk SketchBook ProおよびAutodesk SketchBook Mobileとして展開されていたが、オートデスクからスピンアウトして独立したSketchbook社に移管された。オートデスクによる旧SketchBookのサポートは、2021年6月30日をもって終了している。
ソフトウェアによって再現されたコピック（無料版は72色、有料版は345色）が使える「Autodesk SketchBook Copic Edition」や、エンターテインメント業界向けの「Autodesk Media & Entertainment Collection」などの製品形態でも提供されていた。